# Chan Chi Ming
Chan Chi Ming (* 28. Mai 1964) ist ein Tischtennisspieler aus Hongkong. Er nahm an den Olympischen Spielen 1988 teil. 

## Werdegang
Chan Chi Ming nahm zusammen mit Liu Fuk Man am Doppelwettbewerb der Olympischen Spiele 1988 in Seoul teil. Nach einem Sieg und sechs Niederlagen landete er auf Platz 25. 1995 siegte er bei den Commonwealth Meisterschaften in Singapur mit der Hongkonger Mannschaft durch einen Endspielsieg gegen England.

## Spielergebnisse
- Olympische Spiele 1988 Doppel mit Liu Fuk Man[2]
  - Siege: Sofiane Ben Letaief/Mourad Sta (Tunesien)
  - Niederlagen: Erik Lindh/Jörgen Persson (Schweden), Seiji Ono/Yoshihito Miyazaki (Japan), Alan Cooke/Carl Prean (Großbritannien), Tibor Klampár/Zsolt Kriston (Ungarn), Kamlesh Mehta/Sujay Ghorpade (Indien), Chen Longcan/Wei Qingguang (China)